# Juan Bautista Villalpando
Compléments
Villalpando est connu pour sa remarquable description et reconstruction architecturale du Temple de Salomon (d'après Ézéchiel)
Juan Bautista de Villalpando, né en 1552 à Cordoue (Espagne) et décédé le 22 mai 1608 à Rome, est un prêtre jésuite espagnol du XVIe siècle, connu comme architecte et surtout pour sa reconstruction architecturale du Temple de Jérusalem (d'après la vision d’Ézéchiel).

## Biographie

### Carrière
Né en 1552, à Cordoue, le jeune Villalpando annonça dès sa jeunesse des dispositions pour les arts, et acquit des connaissances fort étendues dans les mathématiques et l’architecture. Admis le 10 aout 1574, à dix-huit ans, dans la Compagnie de Jésus, il fut placé auprès du P. Jérôme Prado après sa formation spirituelle initiale, son compatriote, et fit, sous la direction de cet habile maître, de rapides progrès dans la littérature sacrée.
Dès avant son noviciat Villalpando avait achevé un baccalauréat ès arts et suivi deux ans de théologie, qu’il termina après son entrée, et avant son ordination sacerdotale en 1581 (à Cordoue). Il a enseigné pendant un certain temps la grammaire, la philosophie et, un an, les mathématiques. C'est surtout comme architecte qu'il est connu : il dirigea la construction de l’église du collège de Cordoue et du collège de Marchena (1578), améliora les plans de Giuseppe Valeriano pour la maison professe de Séville (1587), revit les plans et les travaux du collège d’Écija (1587) et ceux du réfectoire du collège de San Hermenegildo (vers 1590). Il contribua au code de construction des églises jésuites, initié par Barthelemy de Bustamante. Il résidait habituellement à Cordoue, avec un séjour de deux ans à Baeza (1585-1587).
Le père Prado, sur invitation du roi Philippe II, ayant entrepris d’expliquer les prophéties d’Ézéchiel, associa Villalpando à son travail, et le conduisit à Rome, où ils devaient trouver plus de ressources pour ce grand ouvrage. La tâche de Villalpando devait se borner à la description du temple de Jérusalem, que le prophète voit dans une extase (Livre d'Ézéchiel, chap.40,41,42) ; mais le père Prado mourut laissant son commentaire incomplet. Villalpando se chargea de le continuer. Épuisé de fatigue, il mourut avant de l’avoir terminé, à Rome, le 22 mai 1608, à l’âge de 56 ans.

### Livre sur le Temple de Jérusalem
Leur grand ouvrage avait paru sous le titre : J. B. Villalpandi et H. Pradi in Ezechielem explanationes et apparatus urbis ac templi Hierosolymitani commentariis et imaginibus illustratus, Rome, 1596-1606, 3 vol. grand in-fol. Le tome premier contient le commentaire de Prado, sur les vingt-six premiers chapitres d’Ézéchiel, et celui de Villalpando sur les deux suivants ; le tome deuxième, la description du temple de Salomon, accompagnée de gravures très bien exécutées ; et le tome troisième, la description de la ville de Jérusalem, suivie d’un traité des poids, des monnaies et des mesures des Hébreux, comparés avec deux des Grecs et des Romains. La description de la ville de Jérusalem est regardée comme un chef-d’œuvre. Celle du temple est ce qu’on a de plus détaillé et de plus complet, même si l'on y trouve des choses douteuses et d’autres contraires au texte même de la Bible.
Villalpando, rempli des idées magnifiques qu’il avait puisées dans l’étude de l’architecture grecque et romaine, crut qu’il ne pouvait rien imaginer de trop grand, de trop somptueux pour un temple dont Dieu était en quelque sorte l’architecte. Aussi lui reproche-t-on d’avoir multiplié les cours et les portiques, et d’avoir prodigué sans mesure les pavés de porphyre, les murailles de marbre de Paros, les vases, les candélabres et les tables d’or pur, etc. Dom Calmet et les commentateurs plus récents d’Ézéchiel sont moins riches que Villalpando dans la description de ce temple, et s’approchent plus de la vérité.
On doit encore à cet auteur l’édition d’un ancien commentaire sur les Épîtres de St-Paul (Explanatio Epistolarum S. Pauli), Rome, 1598, in-fol., inséré dans le tome 5 de la Biblioth. magna Patrum. Se fiant à un manuscrit de 1067 le savant éditeur l’attribuait à saint Rémi, évêque de Reims, mais il est reconnu aujourd'hui que cet ouvrage est de Remi d'Auxerre.